# Мировий (острів)
Мировий — острів в Україні, на річці Дніпро. Адміністративно належить до Амур-Нижньодніпровського району міста Дніпро.

## Клімат
Клімат помірний. Середня температура 9 °C.